# TER Languedoc-Roussillon
In Frankrijk hebben de regio's grote bevoegdheden en geld gekregen om hun regionaal openbaar vervoernetwerk TER (Transport Express Régional) te beheren. De regio's zijn de opdrachtgever voor de regionale bus- en treindiensten. Voor de treindiensten sluiten ze contracten met de nationale spoormaatschappij SNCF af. De regio investeert in zijn eigen treinmaterieel en verbeteringen in de railinfrastructuur. Het treinmaterieel van de regio is herkenbaar door geplaatste regio logo's en eigen kleurstijl. De 'TER Languedoc-Roussillon' was het regionaal openbaar vervoernetwerk van de voormalige Languedoc-Roussillon regio. Dit netwerk is sinds 2016 opgenomen in de TER Occitanie van de nieuwe regio Occitanie.

## Beschrijving regionaal spoornet
Het regionaal spoornet heeft 1.474 kilometer spoorlijn en 146 stations. In 2007 zijn 5.417.519 treinkilometers aangeboden en er zijn 412.297.000 reizigers ingestapt. Er zijn gemiddeld 76 reizigers per trein en worden 234 treinrijtuigen ingezet.

De regio Languedoc-Roussillon zit op een kruising van 2 belangrijke vervoersassen:
- De Noord-Zuid as van de Rhônevallei naar Spanje: Deze as verwerkt veel van het goederenvervoer naar Spanje. Het grensoverschrijdend reizigersvervoer naar Spanje is te verwaarlozen. Maar in de zomer is er het aanzienlijk reizigersvervoer naar de badplaatsen aan de kust. Veel reizigers komen dan aan in TGV's vanuit heel Frankrijk.
- De Oost-West as van Nice en Marseille naar Toulouse en verder kent een aanzienlijk reizigersvervoer en in mindere mate goederenvervoer.

Naast het vervoer op de 2 hoofdassen is er druk regionaal verkeer tussen de steden aan de kust. De combinatie van al die verkeersstromen zorgt ervoor dat de spoorlijn Nîmes - Narbonne overbelast is, met als gevolg dat er voor de regionale TER treindienst geen uitbreidingen van de dienstregeling mogelijk zijn.
De meeste goederentreinen naar Spanje gebruiken de geëlektrificeerde rechteroever goederenspoorlijn van Lyon tot Nîmes, waar deze lijn aansluit op de hoofdlijn Tarascon-Narbonne. Bij Narbonne komen de goederentreinen uit de richting Toulouse naar Spanje erbij. Van Narbonne rijden de treinen door tot Elne, voorbij Perpignan, waar sommige treinen de geëlektrificeerde goederenspoorlijn naar Le Boulou nemen (Spoorlijn Elne-Céret). In Le Boulou is een groot overlaadstation, gelegen vlak bij de Spaanse grens naast de A9, waar de goederen overgeladen worden op vrachtwagens die verder Spanje inrijden. De andere goederentreinen rijden door tot de grensstations Cerbère en Portbou waar de goederenwagens omgespoord worden voor breedspoor. Overslag en omsporing van het goederenverkeer vanuit Spanje gebeurt in omgekeerde volgorde.
De reizigersverbinding met Spanje wordt vanaf 15 december 2013 verzorgd door vijf hogesnelheidstreinen tussen Frankrijk en Barcelona, waarvan er één doorrijdt naar Madrid. Op de oude spoorlijn kunnen reizigers in Portbou overstappen op de Spaanse lokale treinen en in Cerbère overstappen van de Spaanse treinen naar de Franse lokale treinen. Er is nog steeds een nachttrein van en naar Parijs die in Portbou/Cerbère eindigt en start en de lokale plaatsen langs de kust bedient.

### Nîmes - Perpignan
Tussen Nîmes en Narbonne is er sprake van druk reizigersverkeer. Vanuit de treinen zijn mooie landschappen te zien. De spoorlijn doorkruist vaak lagunes, waarin soms flamingo's te zien zijn. De havenstad van Sète is een bezoek waard.

### Neussargues - Béziers
Deze spoorlijn was vroeger de enige spoorlijn in het Centraal Massief gebied die geëlektrificeerd is. Vanuit Parijs is de hoofdlijn naar Clermont-Ferrand geëlektrificeerd. Tussen Clermont-Ferrand en Neussargues is er maar een kleine afstand die geëlektrificeerd moet worden om een volledig elektrische spoorverbinding te creëren voor het goederenvervoer die de drukke Rhônevallei corridor kan ontlasten. Neussargues-Béziers is echter een bochtige enkelsporige berglijn in slechte staat, met weinig lokaal verkeer. Er rijden zeer weinig treinen en de lijn wordt met opheffen bedreigd. De doorgaande trein vanuit Parijs is afgeschaft.
De bovenleiding is versleten en het is maar de vraag of die vervangen wordt. Er is een discussie gaande over de toekomst van de lijn: moderniseren voor het goederenvervoer of opheffen. Deze spoorlijn gaat over het Viaduc de Garabit.

### Clermont-Ferrand - Nîmes
Dit is een andere berglijn door het Centraal Massief. Tot voor kort reed er nog de toeristische trein 'Cevenol' van Parijs naar Marseille. De Parijs - Marseille reis is mogelijk met een overstap in Clermont-Ferrand. Deze spoorlijn heeft nog een zijlijn van Alès naar Bessèges. Van Alès tot Nîmes rijden er meer treinen. De spoorlijn sluit in Nîmes aan op de lijn richting Marseille, maar voorbij het station van Nîmes, waardoor de treinen moeten kopmaken om het station te bereiken. Er wordt nu een verbindingsboog op een viaduct gebouwd om de treinen rechtstreeks toegang te geven tot het station.

### Nîmes - Le Grau-du-Roi
Dit is een lokale lijn die het moerasgebied Camargue verbindt met Nîmes. Het eindpunt is de haven Le Grau-du-Roi. De lijn was voor reizigers grotendeels verbust. In de jaren 80 was er maar een heen en terugrit in de zomer. Tegenwoordig zijn er vijf heen- en terugritten met de trein. In het weekend is er nog een rit extra.

### Perpignan - Latour-de-Carol
Het deel van Perpignan tot Villefranche is een geëlektrificeerde enkelsporige lijn. In Villefranche wordt er overgestapt op een met derde rail geëlektrificeerde meterspoorlijn Villefranche-Vernet-les-Bains - Latour-de-Carol (in de volksmond de 'Gele trein'). Hoewel sommige wintersportplaatsen met deze lijn ontsloten worden, zijn de meeste reizigers dagtoeristen die van de trein genieten. In de zomer worden extra treinen ingezet met openlucht rijtuigen. De regio heeft comfortabele moderne treinen aangeschaft die het hele jaar door de basisdienst verzekeren. In Latour-de-Carol geeft de lijn aansluiting op de spoorlijn naar Toulouse en de breedspoorlijn naar Barcelona.

### Perpignan - Portbou
Na de vlakte rond Perpignan, gaat de lijn met een bochtig tracé langs de rotsachtige kust. Tussen het Franse Cerbère en Portbou in Spanje ligt een normaalspoor en een breedspoor. Het grensverkeer met Spanje wordt volgens een Internationaal verdrag nog altijd op dezelfde wijze afgewikkeld. De treinen komende van Frankrijk rijden door tot het Spaanse grensstation van Portbou, vanwaar overgestapt kan worden op de Spaanse treinen. De Franse treinen rijden dan leeg terug tot Cerbère. In de andere richting rijden de Spaanse treinen tot Cerbère in Frankrijk om aansluiting te geven op de Franse treinen en rijden dan leeg terug. Tot 1975 moesten de reizigers door zware grenscontroles heen, daar Spanje in het Franco-tijdperk, voor het grensverkeer allerlei beperkingen kende.

## Toekomst
De hogesnelheidslijn die nu voor Nîmes eindigt, wordt verlengd met een omleidingslijn voor Montpellier en Nîmes. Deze lijn zal voorlopig een maximumsnelheid hebben van 220 km/uur en zal vooral door goederentreinen gebruikt worden. De omleiding van Nîmes en Montpellier wil men rechtstreeks laten aansluiten op de goederenlijn die is gelegen op de rechteroever van de Rhône. Hiermee kunnen goederentreinen dan van Lyon tot voorbij Montpellier rijden zonder het reizigersverkeer in de weg te zitten. Aansluitend op deze omleiding, zullen capaciteitsverbeteringen en snelheidsverhogingen op de bestaande spoorlijn uitgevoerd worden tot Perpignan. Dit is in studie en het is ook mogelijk dat er een nieuwe hogesnelheidslijn wordt aangelegd. Van Perpignan tot Figueras is een hogesnelheidslijn gebouwd die aansluit op het Spaanse hogesnelheidsnetwerk. Deze lijn start vanaf de spoorlijn Perpignan-Villefranche, die voor de eerste paar kilometer tot het startpunt verdubbeld werd. Vanaf 15 december 2013 rijden er vanuit Frankrijk vijf hogesnelheidstreinen door tot Barcelona. Deze normaalsporige lijn gaat door goederentreinen gebruikt worden, die zonder de kostbare omsporingsbehandeling kunnen doorrijden tot Barcelona. In principe ook verder in Spanje, maar dit is afhankelijk of de goederentreinen toegang krijgen tot het normaalsporige Spaanse hogesnelheidsnet. De omsporingsbehandeling die in Cerbère en Port-Bou uitgevoerd wordt, zal waarschijnlijk grotendeels naar Barcelona verplaatst worden.

### LGV Nîmes - Montpellier
Er zullen twee nieuwe stations gebouwd worden: Nîmes-Manduel Redessan en Montpellier Sud de France. Het huidig TER station van Manduel Redessan zal verplaatst worden naar het kruispunt met de nieuwe lijn waardoor er een aansluiting mogelijk wordt tussen de TER en hogesnelheidstreinen. Het station Montpellier Sud de France met acht sporen zal aangesloten worden op het tramnet van Montpellier (verlenging van tramlijn 1) maar niet bereikbaar zijn voor de TER treinen. Het verplaatsen van de hogesnelheidstreinen en goederentreinen naar de nieuwe spoorlijn zal ruimte bieden om de TER treindiensten op de bestaande spoorlijn uit te breiden.

## Afbeeldingen

Lijnen van TER Languedoc-Roussillon
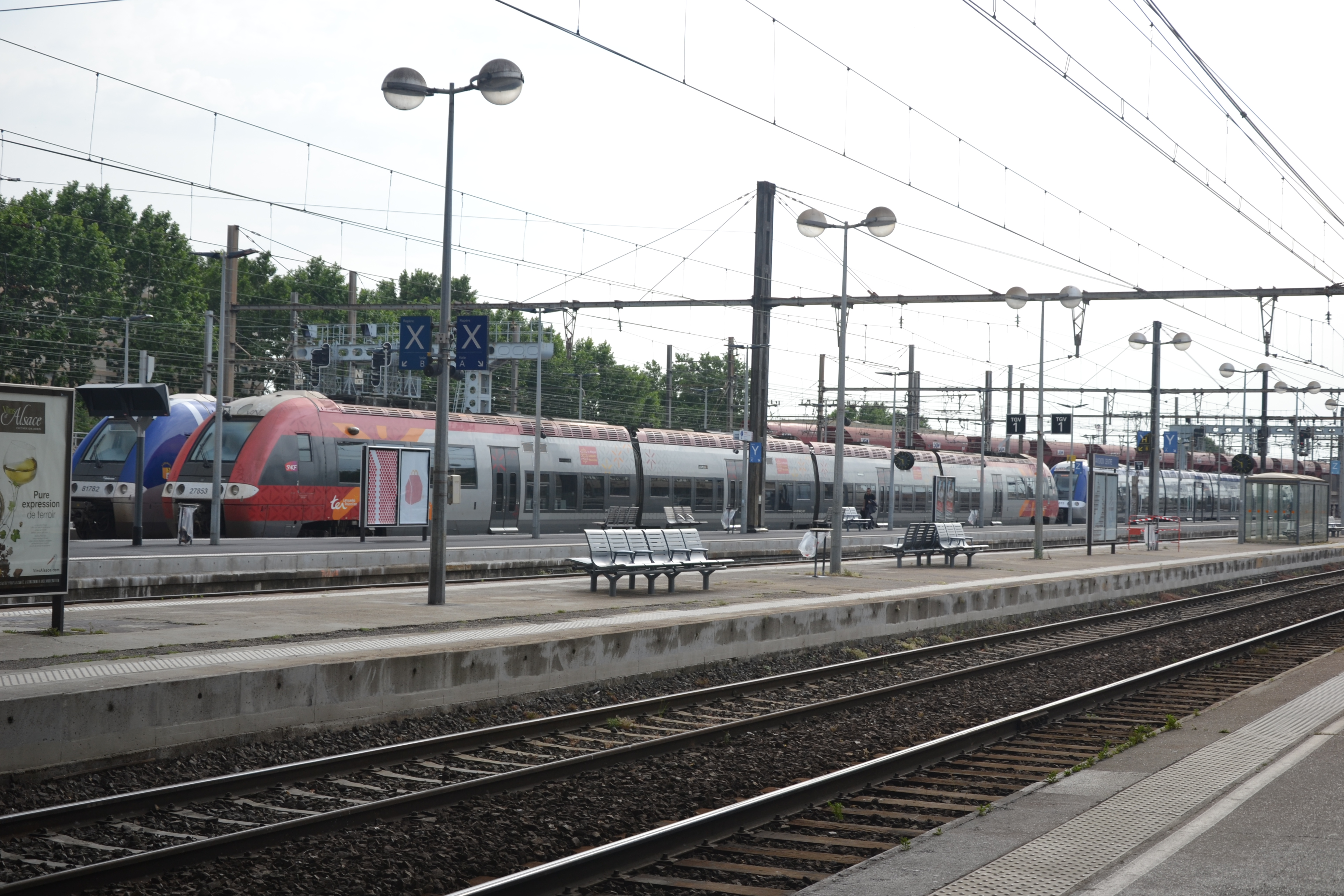
Station Avignon
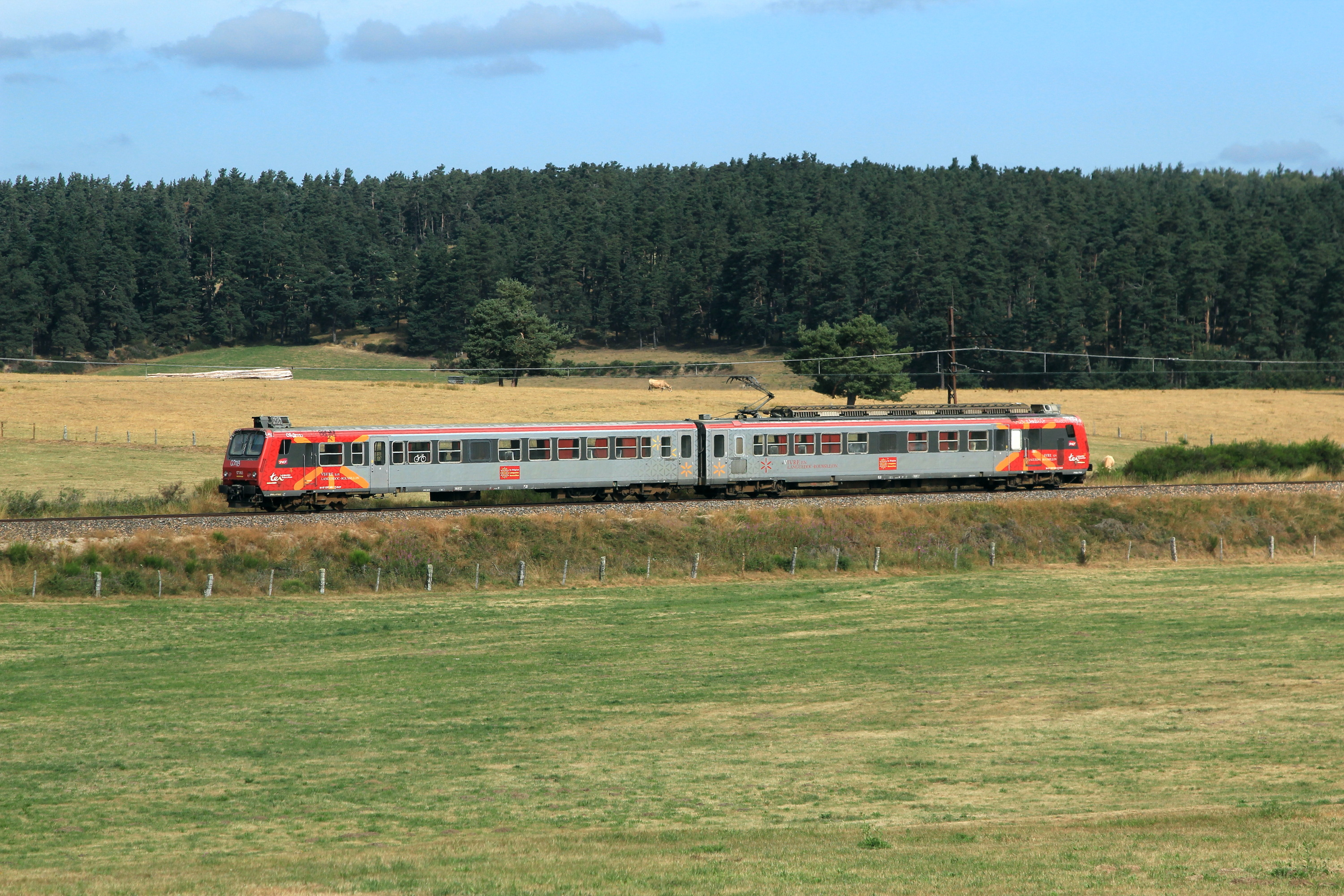
Trein bij Les Bessons tussen Saint-Chély en Aumont-Aubrac
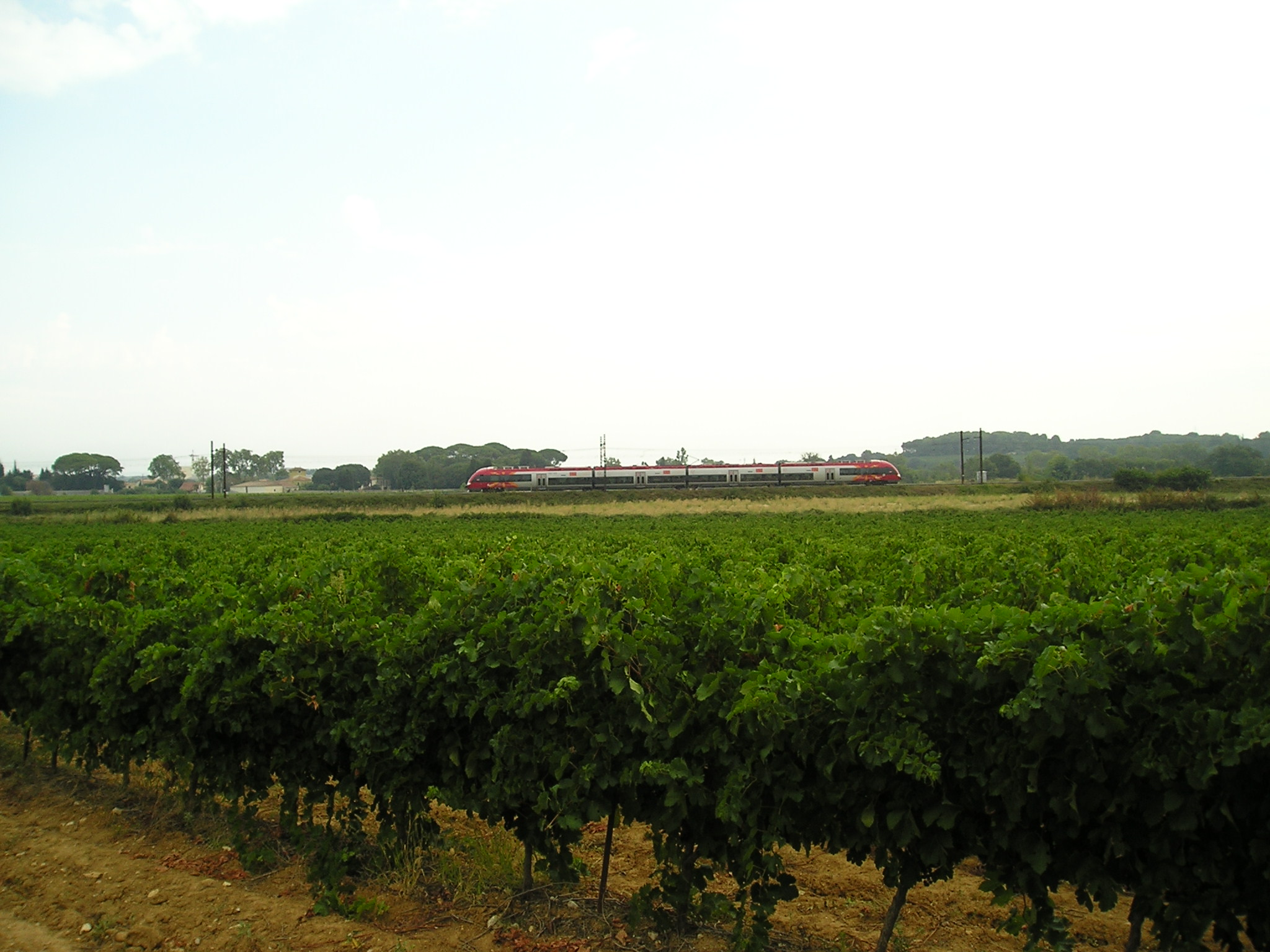
Bij Saint-Aunès
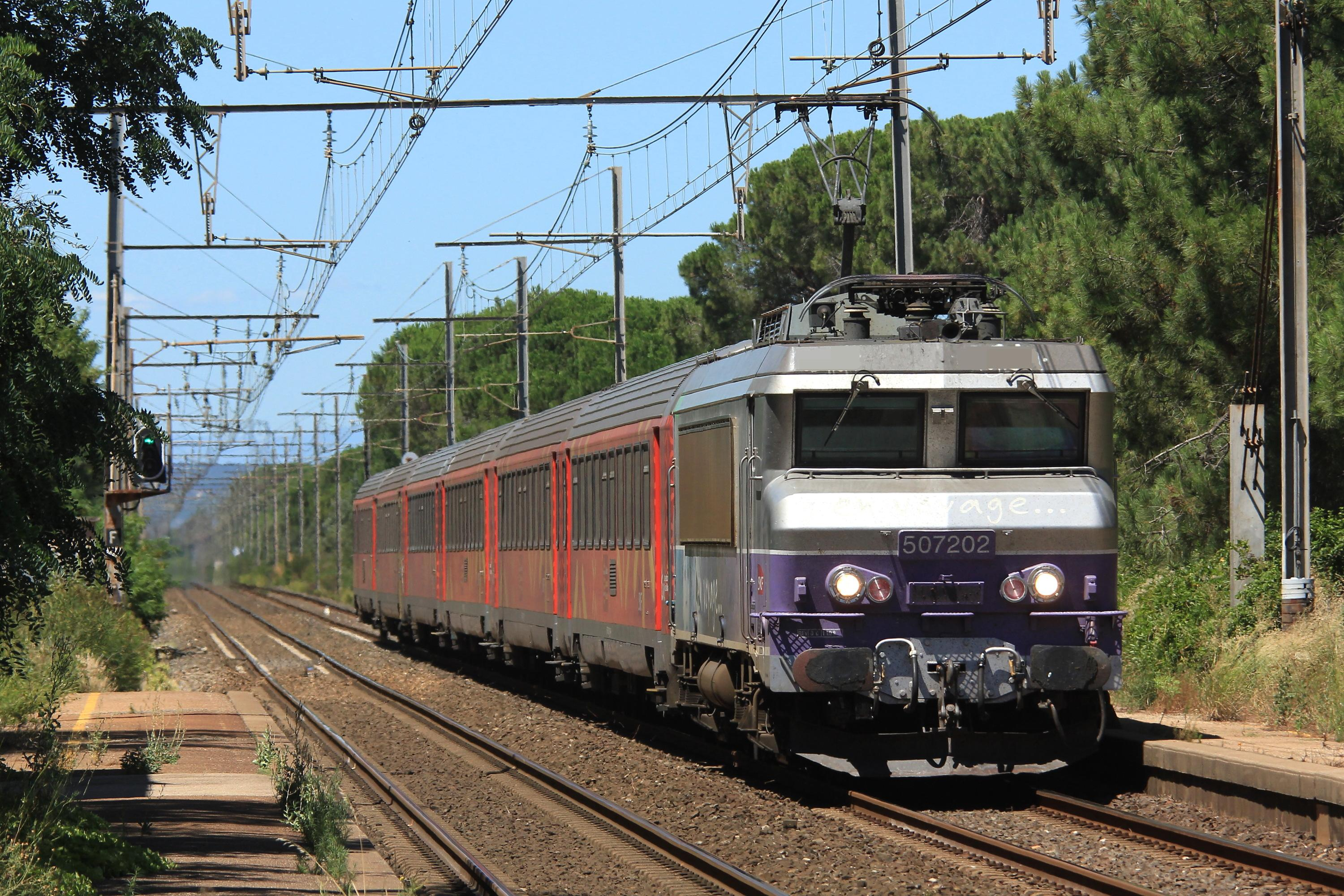
Bij Jonquières-Saint-Vincent